# Spiral Jetty

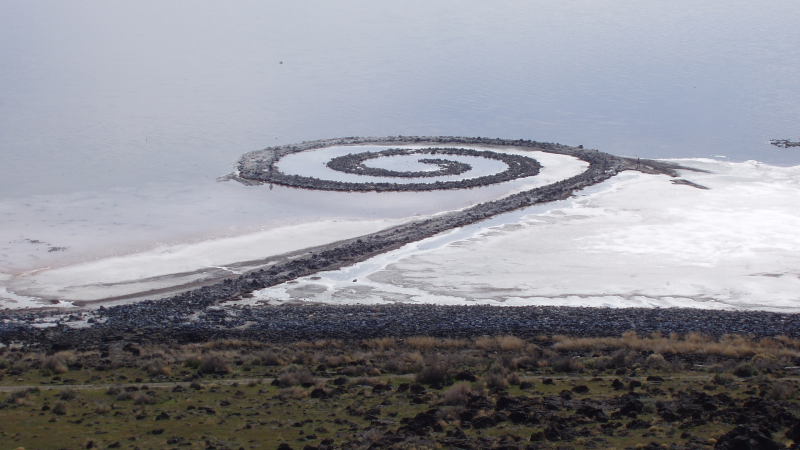
Spiral Jetty.

La gigantesca escultura Spiral Jetty del artista norteamericano Robert Smithson está emplazada en el desierto de Utah. El material empleado para realizarla fueron unas 5.000 toneladas de bloques de basalto negro. Fue construida en 1970, empleando potentes máquinas para el movimiento de las piedras.
La obra inicia su desarrollo en la orilla del Gran Lago Salado y penetrando en él, crea una espiral en sentido contrario al de las agujas del reloj, dejando entre las líneas de piedra un doble pasillo en la arena.
Como toda obra perteneciente al denominado Land Art, está fuertemente sometida a los agentes climáticos, hecho previsto por los artistas realizadores de este arte que ya desde un principio saben que la duración de su obra será muy limitada.
Tras su construcción la obra se fue cubriendo con el agua del lago al aumentar el nivel de éste, quedando durante años totalmente sumergida. Con la sequía que llegó posteriormente, al bajar el agua y quedar nuevamente al descubierto la escultura, ésta se mostró muy cambiada ya que las sales del agua habían blanquedado la negrura del material y el cieno se había acumulado entre las grietas, haciendo visualmente menos abrupta su superficie.
La obra pertenece actualmente a la Fundación Dia Art que estudia con interés los cambios que el tiempo va produciendo en ella.